# Dušan Mugoša
Dušan Mugoša - Duć, (alb. Sali Murat), črnogorski general in politik *7. januar 1914, Donja Gorica/Lješkopolje pri Podgorici, Črna gora † 8. avgust 1973, Beograd, Srbija.

## Življenjepis
Med vojno je zasedal več partijsko-političnih položajev. Od 1940 je bil član Pokrajinskega komiteja KPJ za Kosmet, 1941 po nalogu CK KPJ odšel v Albanijo, kjer je vzpostavil kontakt s predstavniki različnih komunističnih skupin. Z Miladinom Popovićem, sekretarjem OK KPJ za Kosovo in Metohijo sta pomagala pri ustanavljanju oz. organizaciji Komunistične partije Albanije ter oblikovanju diverzantskih skupin za boj proti fašističnem okupatorju. Leta 1942 je odšel nazaj in po 82 dneh težavne poti vzpostavil kontakt z Vrhovnim štabom NOV in POJ ter CK KPJ. Čez en mesec se je vrnil v Albanijo s pismom Kominterne in Tita. Mdr. je sodeloval pri pripravi 1. državne konference KP Albanije. Leta 1943 je deloval v južni Albaniji in avgusta tega leta postal partijski vodja Prve albanske brigade, se 1944 vrnil na Kosmet, kjer je sodeloval pri ustanavljanju več partizanskih brigad in postal pomočnik političnega komisarja operativnega štaba za Kosmet. Po vojni je bil mdr. sekretar Pokrajinskega komiteja KP Srbije za Kosovo in Metohijo (1956–65), član CK KPJ/ZKJ in izvršnega komiteja CK ZK Srbije. Bil je narodni heroj Jugoslavije. Njegov brat je bil črnogoski politik Andrija Mugoša.
Med letoma 1960 in 1963 je bil predsednik Skupščine Kosovsko-Metohijske avtonomne oblasti.